# Wutöschingen

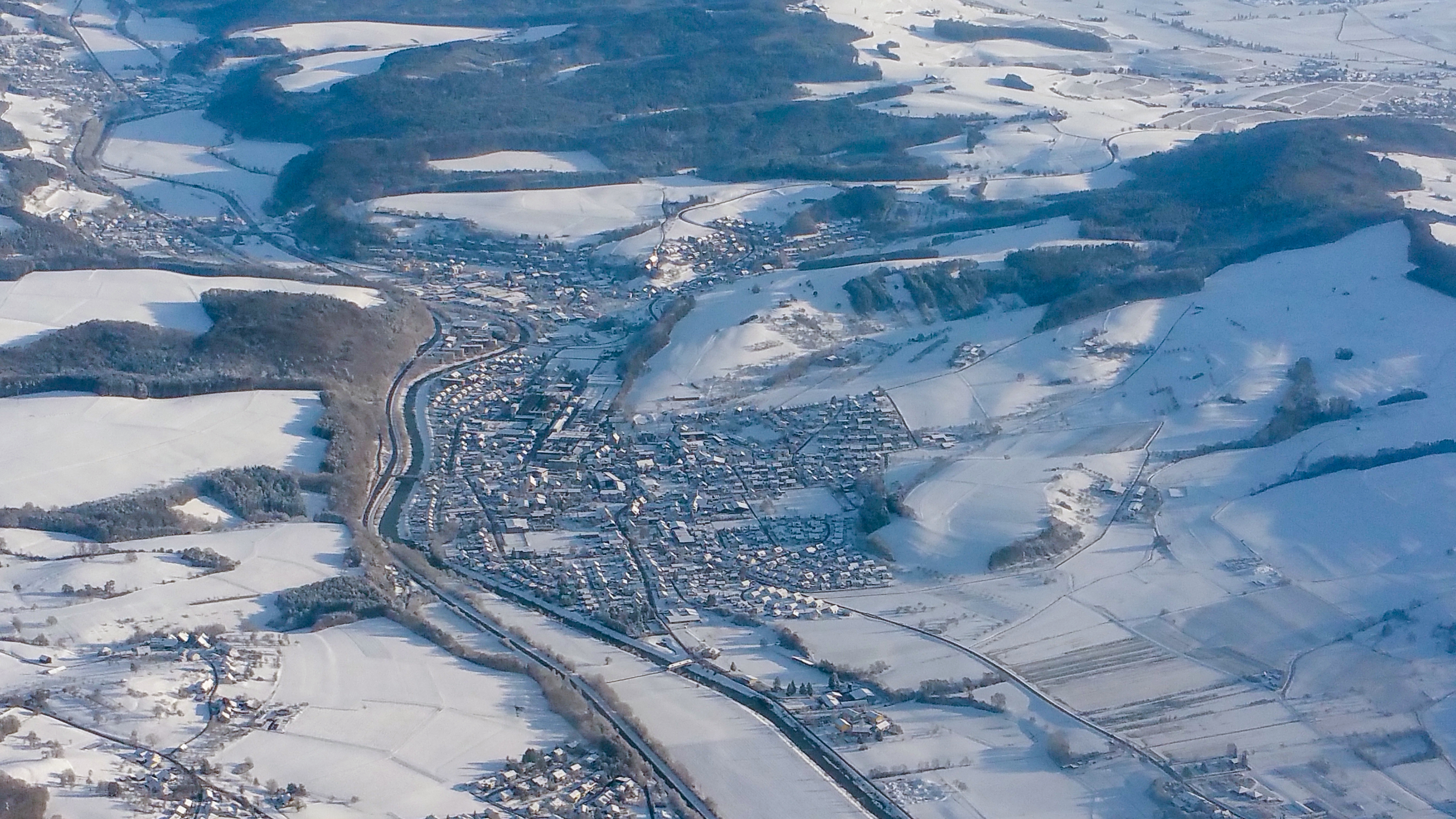
Luftbild von Wutöschingen vom 31. Januar 2015. Oben/rechts die Randenausläufer

Wutöschingen im Landkreis Waldshut in Baden-Württemberg (Deutschland) ist eine Gesamtgemeinde, die 1975 im Zuge der Gemeindereform aus fünf Ortschaften gebildet wurde. Die Infrastruktur des Kleinzentrums Wutöschingen wurde ab 1900 während der Industrialisierung der Hochrhein-Region von einem Aluminiumwalzwerk geprägt.
Wutöschingen liegt im mittleren Wutachtal an der Bundesstraße 314 und einer 2018 reaktivierten Teilstrecke der Wutachtalbahn.

## Geographie

### Lage
Die Gemeinde mit ihren fünf Ortsteilen liegt am südöstlichen Rand des Schwarzwalds am Flusslauf der Wutach, die am Feldberg entspringt und in der Nähe der Kreisstadt Waldshut-Tiengen in den Hochrhein mündet. Die Tallage grenzt die Schwarzwaldausläufer und die nördliche Bergkette des Südranden voneinander ab. Die Wutach ist zum Osten und Süden hin auch die Grenze zur Landschaft Klettgau. Im von Wald und landwirtschaftlicher Nutzung geprägten Umfeld liegen von den Wohnbereichen abgeschirmt zwei Gewerbebezirke, vorwiegend mit Unternehmen der Aluminiumbranche.
Das Gemeindegebiet umfasst 26,47 km²; 7,58 km² sind bewaldet, davon 5,5 km² in Gemeindebesitz.

### Gemeindegliederung
Zur Gemeinde Wutöschingen gehören neben dem gleichnamigen, heutigen Hauptort Wutöschingen die Ortschaften Degernau, Horheim, Ofteringen und Schwerzen.

### Nachbargemeinden
Nachbargemeinden sind im Nordwesten Ühlingen-Birkendorf, im Norden Eggingen, im Osten Klettgau, im Süden Lauchringen. Im Westen grenzt Wutöschingen an das Gebiet der Stadt Waldshut-Tiengen. Die Grenze zur Schweiz befindet sich in der Nähe.

## Geschichte
Die Ortschaft wird im lokalen Dialekt „Öschinge“ genannt. Öschingen war auch schon der Name des Dorfes in der Neuzeit von 1600 bis 1825.
Eine einheitliche Geschichte der Ortschaften der heutigen Gemeinde war in den Jahrhunderten zuvor nur in einem weiten Rahmen gegeben, etwa in der Zugehörigkeit der Dörfer zur Landgrafschaft Stühlingen. Damals hatten die Dörfer jedoch noch eine Vielzahl ‚niederer Herrschaften‘ und damit über Grundbesitz Zugehörigkeiten zu verschiedenen Adelsfamilien und Klöstern.
Einzigartig ist jedoch ein schon im 13. Jahrhundert bestehender Zusammenschluss zur Herrschaft Wutental, die aus dem ehemaligen Hauptort der Gegend, Horheim, und den Dörfern Schwerzen, Willmendingen, Lüttisloh (heutige „Höfe“ bei Horheim), Wutöschingen und Ofteringen vom Adelsgeschlecht der Krenkinger verbunden wurden. Die Ausnahme gegenüber der heutigen Gemeinde bildete Degernau, das früher eine relativ unabhängige Stellung erhalten konnte.

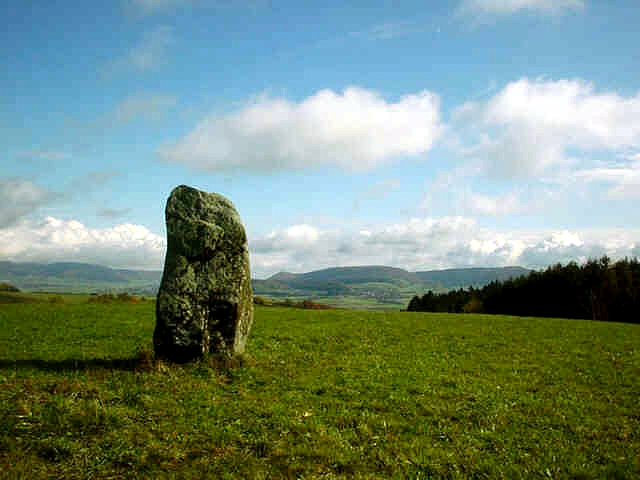
Menhir von Degernau

Wutental wechselte zwar häufig den ‚hohen‘ Besitzer, blieb aber als Einheit bis 1806, der Auflösung der kleineren Fürstenherrschaften in das Großherzogtum Baden, im ‚kommunalen Zusammenhang‘ bestehen.

### Alte Geschichte
Aus der Urgeschichte ragt das Ensemble des Menhir von Degernau mit dem zugehörigen Steingrab (Dolmen) auch als regionale Besonderheit heraus. Erst allmählich wird bekannt, dass es sich um eine ganze ‚(Bau-)Reihe‘ dieser Monumente aus der Megalithkultur entlang des Hochrheins handelt.

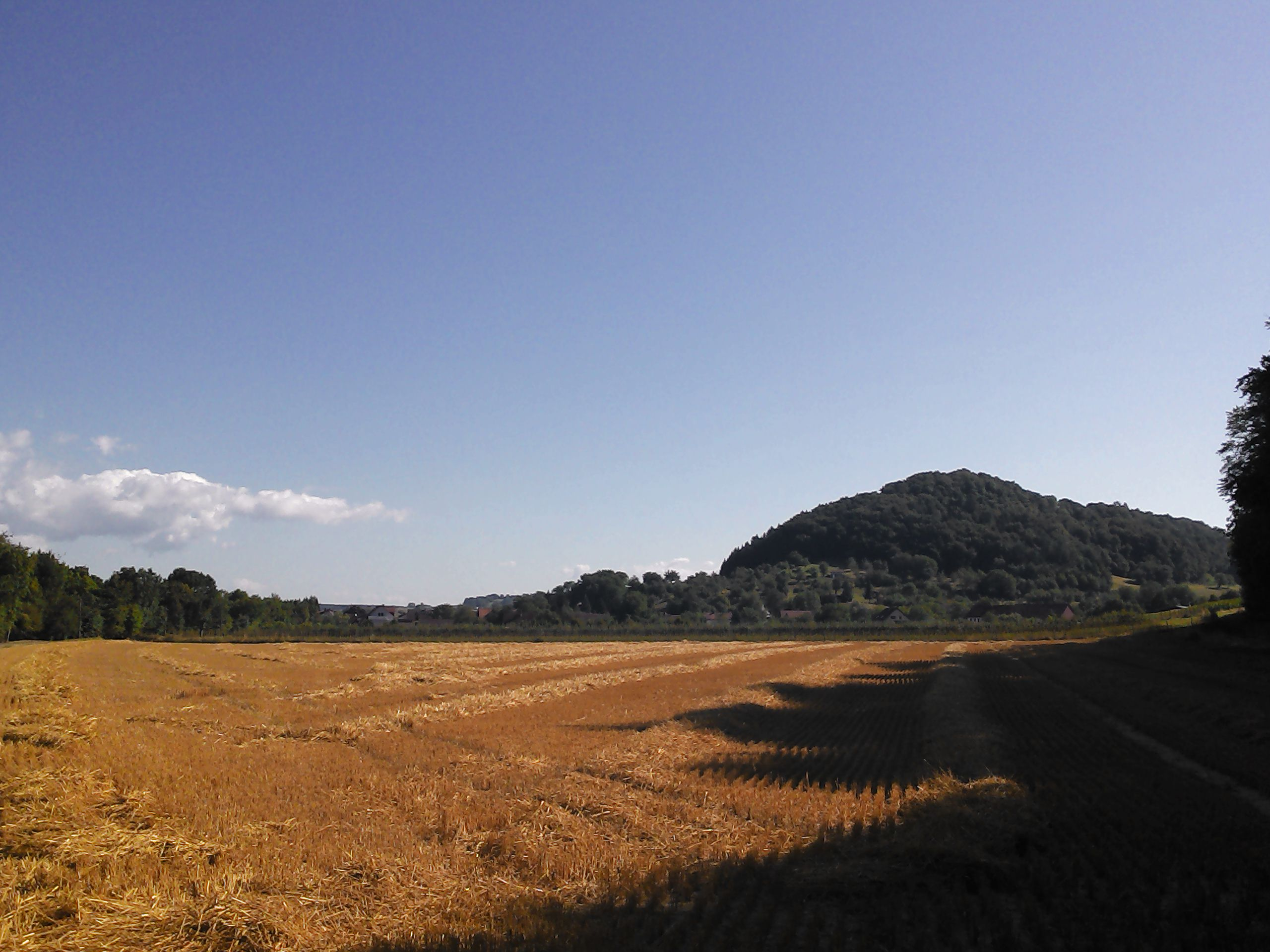
Semberg aus Richtung Schloßbückle

Fast ebenso bedeutsam in der Region ist die keltische Höhenburg auf dem Semberg bei Schwerzen, da hier noch Wallstrukturen festgestellt werden können. In der Nähe liegt auch das Schloßbückle, dessen Zugehörigkeit schwer feststellbar ist – eine ungewöhnliche Annahme ist, dass es sich um eine römische befestigte Anlage gehandelt haben könnte, die der Beobachtung des keltischen Sembergs galt.

### Römer

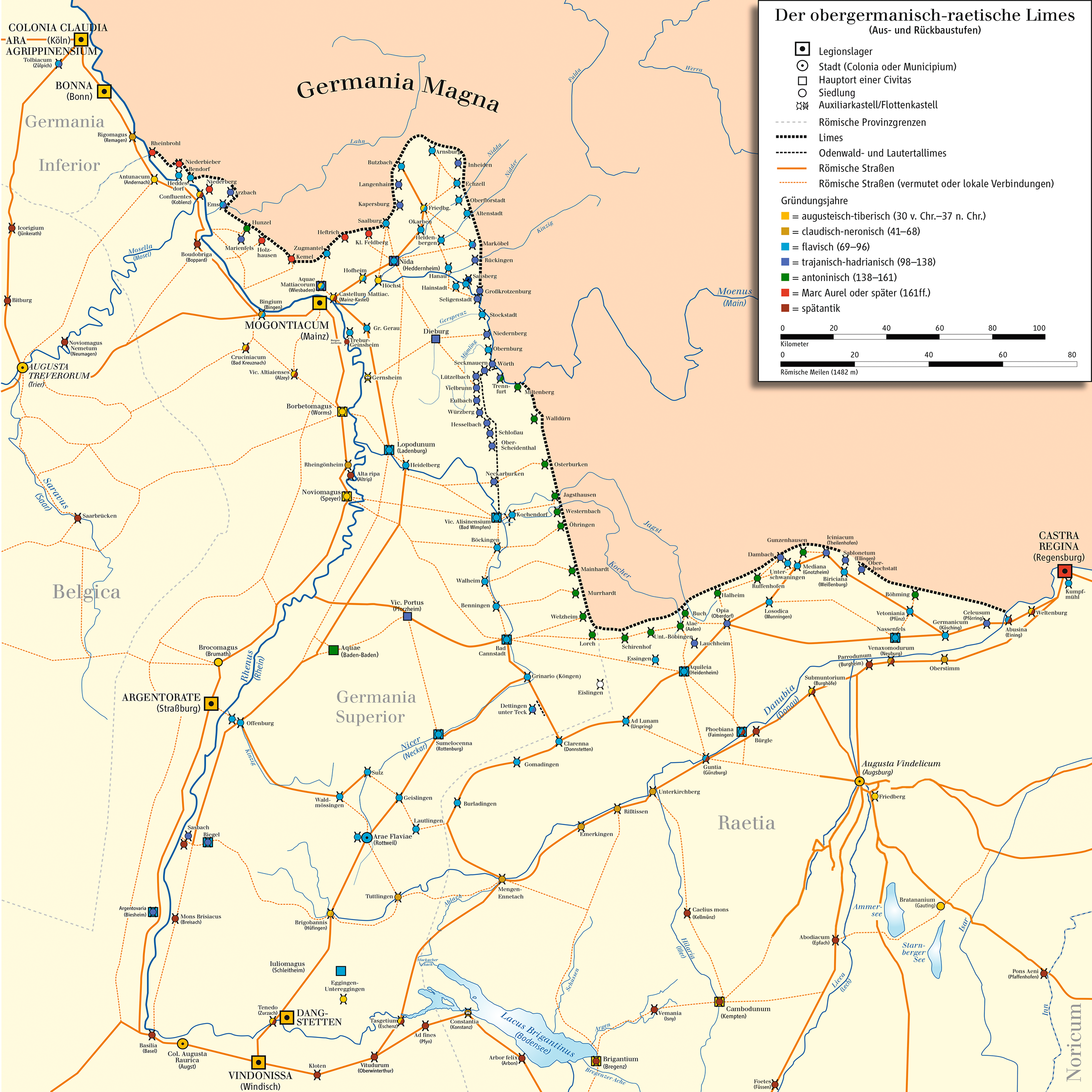
Karte mit der Römischen Heerstraße in der Region

15 v. Chr. hatten zwei Armeen während den Alpenfeldzügen unter Augustus die Territorien auch der Nordschweiz besetzt und dabei überquerte die XIX. (19.) römische Legion bei Bad Zurzach/Rheinheim noch den Hochrhein. Eingerichtet wurde ein festes Lager bei Dangstetten und die in der Region siedelnden Kelten wurden unterworfen – die Zerstörung des Oppidum bei Altenburg/Rheinau in der Rheinschleife zeugt davon. Die Römer besetzten vermutlich den heutigen Klettgau bis zur Wutach als Grenzlinie nach Norden. Politische Ereignisse im Imperium und auch die Niederlage im Teutoburger Wald 9. n. Chr. verzögerten danach eine weitere Expansion und erst im Schwarzwaldfeldzug 72/73 n. Chr. schob Rom die Grenze weiter bis letztlich zur Limes-Linie. In der Nähe bei Stühlingen/Schleitheim entstand die Römerstadt Juliomagus (Thermenmuseum). Wenig erforscht ist bisher das Römerlager Untereggingen.
Im mittleren Wutachtal gibt es kaum datierbare Funde bis auf eine Bronzetafel in der Wutach, die eine eigenständige, auch kuriose Geschichte aufweist:
Nach dem Bericht einer regionalen NS-Parteizeitung 1937 waren im Jahr zuvor von zwei Knaben bei der Autowerkstatt in der Ortschaft Metallblättchen gefunden worden, die sie ihrem Lehrer dem Heimatforscher Josef Schneider brachten. Weitere Teile davon waren schon an einen Autokühler verlötet worden, doch nach einer kuriosen Such- und Wiederentdeckungsgeschichte ließ sich das Bruchstück einer Bronzetafel weitgehend rekonstruieren:
„Es könnte sich um eine Weihinschrift für Angehörige der 7., 11. und 14. Legion handeln. Die 7. Legion war in Vindonissa (Windisch) bei Brugg/CH stationiert, ihr unterstanden auch Truppen in der Gegend von Arae Flaviae (Rottweil). […] Die Entstehung der Tafel kann dadurch in die Zeit von 70–100 n. Chr. datiert werden.“
Der offizielle Fundbericht in den Badischen Fundberichten ergab jedoch den Befund einer Grabinschrift eines Veteranen der genannten Legionen.
Der Archäologe Jürgen Trumm wertet „den Fundort mitten im Wutachtal nicht als Zufall […], da dieses Nordost-Südwest verlaufende Tal den natürlichen Verbindungsweg an die obere Donau darstellt. Der strategischen Bedeutung des Wutachtals wurde bereits in augusteischer Zeit mit dem Bau des Legionslagers in Dangstetten Rechnung getragen.“
Der Heimatforscher Horst Merkel vermerkt auch römische Münzfunde im Umfeld und auch von Keramikteilen im Gewann Storchengarten in Wutöschingen.

### Mittelalter und Neuzeit
Nach der Auflösung des Römischen Reiches, mehrfachen germanischen Angriffswellen und dem Rückzug von der Hochrhein-Linie im 5. Jahrhundert n. Chr., besiedelten nunmehr die Alamannen das Land. Damals entstanden die Dörfer mit der Endung ‚-ingen‘, unter den Franken später auch die -heim-Orte; andere Namen und Endungen können auch auf keltische Siedlungen zurückgehen (Schwerzen und Degernau).
Es folgten die Reiche der Merowinger und Karolinger und um 800 wurde durch Karl dem Großen die Gau-Einteilung eingeführt: Da die Wutach zur Grenze zwischen Klettgau und Alpgau wurde, sind Zugehörigkeiten hier schwer festzustellen, da schon ältere Besitzverhältnisse die Herrschaften in den Dörfern definierten.

#### Herrschaft Wutental
Da die im 12. und 13. Jahrhundert noch vorwiegend lokalen Herrscher (Adelsfamilien) ihre Territorien noch möglichst einheitlich zusammenfassten, wurden die (heutigen) Orte Schwerzen, Willmendingen, Horheim, Lüttisloh (heutige „Höfe“ bei Horheim), Wutöschingen und Ofteringen vom Adelsgeschlecht der Krenkinger zur „Herrschaft Wutental“ verbunden. Die Krenkinger hielten Wutental bis 1361 in ihrem Besitz. Nach dem Niedergang dieses Adelsgeschlechts wechselte die Herrschaft mehrmals für kürzere Zeit unter verschiedenen Adelsfamilien.

### Ab dem 15. Jahrhundert
Im 15. Jahrhundert formierten sich größere Machtbereiche, in der Region spielte die sich im Gebiet der heutigen Schweiz bildende Eidgenossenschaft eine einflussreiche Rolle.

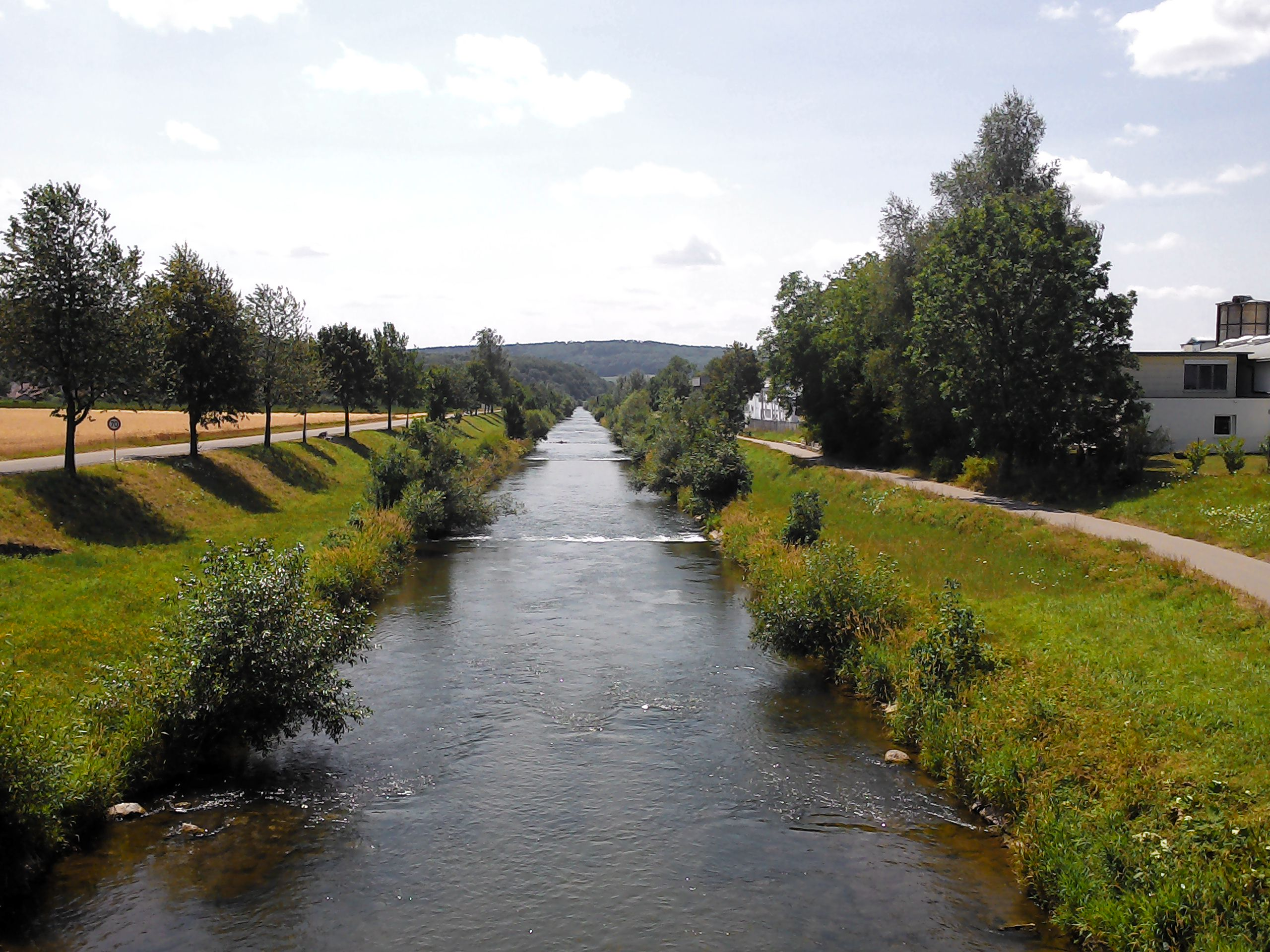
Die Wutach auf der Höhe des Gewerbegebiets bei Horheim in Richtung Lauchringen. Gradliniger Verlauf durch die Tulla-Regulierung, 1830.

Langsam war das Mittelalter, die Zeit der noch vorwiegend lokalen Beziehungen und Auseinandersetzungen vorbei, schon die Karolinger beherrschten zeitweise bereits den mitteleuropäischen Raum und den politischen (Herrschafts-)Strukturen gemäß hatten sich weite wirtschaftliche Zusammenhänge gebildet und vor allem die Waffentechnik entwickelte sich, sodass zentrale Landschaften (und das Hochrhein-Gebiet zählte dazu) jahrhundertelang mit Kriegen überzogen waren.
Besonders verheerend wirkte die Niederlage der Bauern 1524/25 und der Dreißigjährige Krieg, ganze Landschaften teilten oft ein gemeinsames grausames Schicksal.
Erst mit Bildung der großen Nationalstaaten – nach der Neuordnung durch Napoleon mit der Gründung des Großherzogtums Baden, – waren nun die ‚Heereszüge‘ mit ihren Plünderungen, Brandschatzungen und Schändungen vorbei, d. h., die modernen Formen der Kriege mit ihren Frontbildungen verschonten nun zumindest im südbadischen Raum die Dörfer vor völliger Zerstörung, Massakern und oft jahrelangem Terror durch überwinternde Heere oder Besatzungstruppen.

### Nach dem Zweiten Weltkrieg
Beim Einmarsch der französischen Armee entlang der Deutsch-Schweizer Grenze wurde Wutöschingen am 25. April 1945 kampflos übergeben. Die Aluminium-Werke Wutöschingen wurden von der französischen Besatzungsverwaltung 1946/47 fast völlig demontiert.
Wutöschingen generiert über die in der Raumschaft starke Industrieansiedlung hohe Einnahmen, die umgehend in den Ausbau investiert wurden – in den letzten Jahren vor allem in das „weiterführende Schulangebot“ und aktuell – unter Einbezug der Rücklagen – in die Erweiterung des Gewerbegebiets bei Horheim.
Der Haushalt 2018 mit einem Gesamtvolumen von 34,3 Millionen Euro erreichte eine Rekordhöhe, die auf die Investitionshöhe von 16,23 Millionen Euro (von 5,4 im Jahr 2017) zurückzuführen war; in erster Linie durch die Erweiterung des Gewerbegebiets Horheim. Die Rücklagen schrumpften von über 11 Millionen Euro auf einen Rest von 4115 Euro. Hoch war auch die Neuschuldenaufnahme von 3,5 Millionen Euro. „Dennoch ist das Ratsgremium positiv gestimmt und hat den Haushaltsplan einstimmig verabschiedet.“
Mit Feststellung im Juni 2017 wurde im Ortsteil Schwerzen bis Mai 2018 das Baugebiet ‚Grünweg‘ mit 16 Bauplätzen und vorgesehener Erweiterung erschlossen. Der Bereich besitzt ein Trennsystem für Abwasser (Mischwasserleitung). Im April 2019 stimmte der Gemeinderat der Erschließung eines Neubaugebiets ‚Mausäckern-Unter den Langwiesen 2‘ in Wutöschingen Richtung Schwerzen mit „27 Bauplätzen für Einfamilienhäuser, sieben Bauplätzen für Doppel- oder Einfamilienhäuser, zwei Bauplätzen für jeweils sechs Reihenhäuser und drei Bauplätzen für Mehrfamilienhäusern“ zu.

### Eingemeindungen
Die Gemeinde wurde mit der Gemeindereform 1975 neu gebildet. Seit der Gemeindereform besteht eine Vereinbarte Verwaltungsgemeinschaft mit Eggingen.

### Einwohnerentwicklung
Durch die Aluminiumwerke mit der zugezogenen Arbeiterschaft und ihren Familien war das Bauerndorf Wutöschingen schon früh mit sozialen Fragen befasst, sodass Verwaltung und Bevölkerung durch Problemlösungen eng verflochten wurden. Dies verschaffte dem Ort eine höhere Bedeutung im Umfeld, eine Entwicklung, die 1975 die Gemeindevereinigung nicht einfach machte, sich aber heute wieder egalisiert hat.

## Religion

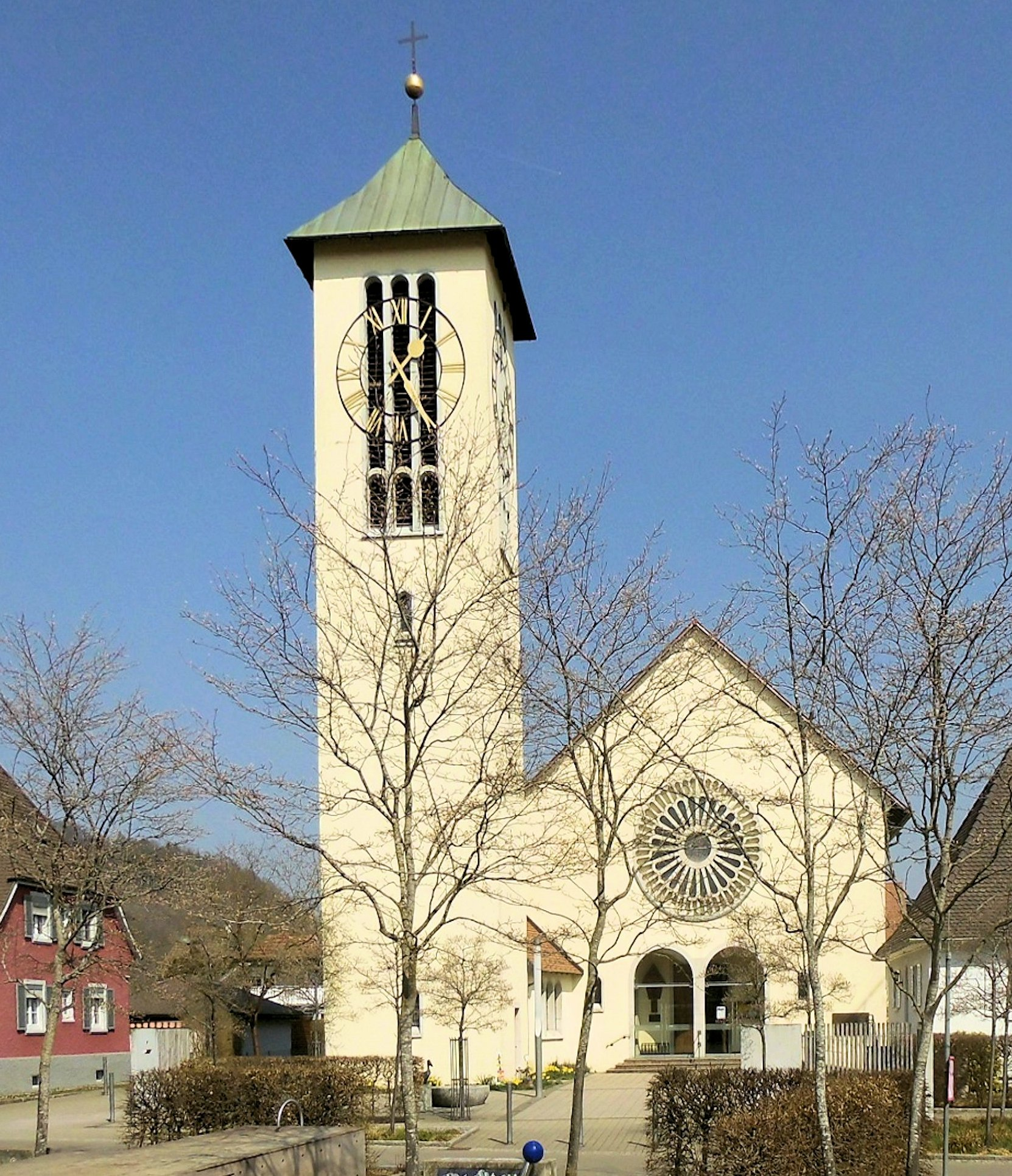
Katholische Kirche St. Maria Magdalena

Da Wutöschingen über Jahrhunderte zur Pfarrei Schwerzen gehörte und erst 1937 von ihr getrennt wurde, besaß der Ort keine eigene Kirche, sondern nur eine 1591 gebaute und der Maria Magdalena sowie dem Jakob d.ä. geweihte Kapelle, die bis 1945 den Versammlungen diente. Sie wurde 1991 abgerissen. Die Glocke der Kapelle steht heute vor der neuen Kirche.
1954 bis 1959 wurde die neue katholische Kirche gebaut. Seit 2015 bildet die katholische Gemeinde mit der katholischen Gemeinde Klettgau eine gemeinsame Seelsorgeeinheit. Pfarrer ist Frank Malzacher. Am 13. August 2015 wurde in Degernau das 300-jährige Jubiläum der Kirchweihe der Kirche Maria Himmelfahrt gefeiert.
Die 1956 in Wutöschingen gegründete evangelische Kirchengemeinde (heute Kirchengemeinde Wutachtal zusammen mit der evangelischen Gemeinde in Stühlingen) unterhält im Ortsteil Wutöschingen die Friedenskirche, die 1957 eingeweiht wurde. 1980 wurde sie grundlegend renoviert. Pfarrer seit dem 1. Juli 2015 ist David Brunner.

## Politik

### Gemeinderat

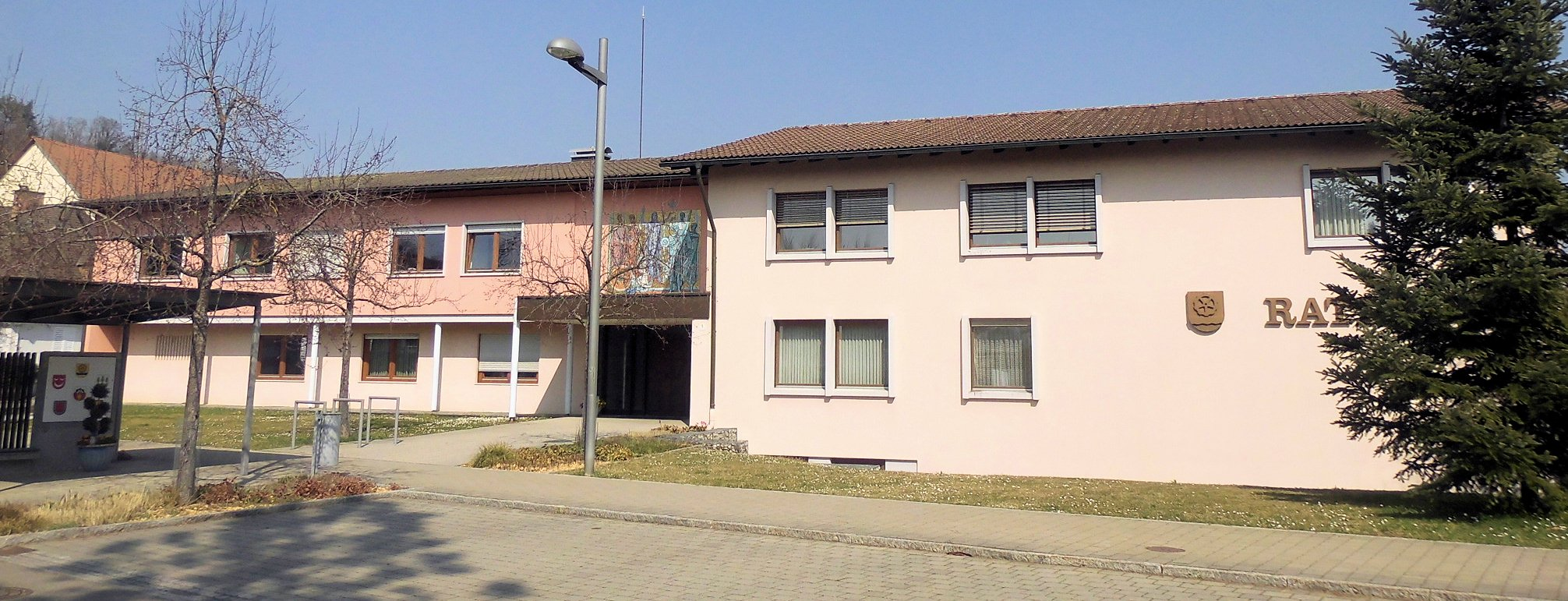
Rathaus Wutöschingen

Der Gemeinderat in Wutöschingen besteht aus den 18 gewählten ehrenamtlichen Gemeinderäten und dem Bürgermeister als Vorsitzendem. Der Bürgermeister ist im Gemeinderat stimmberechtigt.
Die Kommunalwahl am 9. Juni 2024 führte zu folgendem Endergebnis.
| Parteien und Wählergemeinschaften | Parteien und Wählergemeinschaften           | % 2024  | Sitze 2024 | % 2019 | Sitze 2019 | Kommunalwahl 2024 %50403020100 47,54 %32,34 %11,94 %8,18 % FWCDUGrüneSPDGewinne und Verlusteim Vergleich zu 2019 %p 4 2 0 −2 −4−0,36 %p+3,14 %p−3,76 %p+0,98 %pFWCDUGrüneSPD |
| FW                                | Freie Wähler                                | 47,54   | 9          | 47,9   | 9          | Kommunalwahl 2024 %50403020100 47,54 %32,34 %11,94 %8,18 % FWCDUGrüneSPDGewinne und Verlusteim Vergleich zu 2019 %p 4 2 0 −2 −4−0,36 %p+3,14 %p−3,76 %p+0,98 %pFWCDUGrüneSPD |
| CDU                               | Christlich Demokratische Union Deutschlands | 32,34   | 6          | 29,2   | 6          | Kommunalwahl 2024 %50403020100 47,54 %32,34 %11,94 %8,18 % FWCDUGrüneSPDGewinne und Verlusteim Vergleich zu 2019 %p 4 2 0 −2 −4−0,36 %p+3,14 %p−3,76 %p+0,98 %pFWCDUGrüneSPD |
| GRÜNE                             | Bündnis 90/Die Grünen                       | 11,94   | 2          | 15,7   | 3          | Kommunalwahl 2024 %50403020100 47,54 %32,34 %11,94 %8,18 % FWCDUGrüneSPDGewinne und Verlusteim Vergleich zu 2019 %p 4 2 0 −2 −4−0,36 %p+3,14 %p−3,76 %p+0,98 %pFWCDUGrüneSPD |
| SPD                               | Sozialdemokratische Partei Deutschlands     | 8,18    | 1          | 7,2    | 1          | Kommunalwahl 2024 %50403020100 47,54 %32,34 %11,94 %8,18 % FWCDUGrüneSPDGewinne und Verlusteim Vergleich zu 2019 %p 4 2 0 −2 −4−0,36 %p+3,14 %p−3,76 %p+0,98 %pFWCDUGrüneSPD |
| gesamt                            | gesamt                                      | 100,0   | 18         | 100,0  | 19         | Kommunalwahl 2024 %50403020100 47,54 %32,34 %11,94 %8,18 % FWCDUGrüneSPDGewinne und Verlusteim Vergleich zu 2019 %p 4 2 0 −2 −4−0,36 %p+3,14 %p−3,76 %p+0,98 %pFWCDUGrüneSPD |
| Wahlbeteiligung                   | Wahlbeteiligung                             | 60,85 % | 60,85 %    | 53,9 % | 53,9 %     | Kommunalwahl 2024 %50403020100 47,54 %32,34 %11,94 %8,18 % FWCDUGrüneSPDGewinne und Verlusteim Vergleich zu 2019 %p 4 2 0 −2 −4−0,36 %p+3,14 %p−3,76 %p+0,98 %pFWCDUGrüneSPD |

### Bürgermeister
Bürgermeister ist seit dem 2. Juni 2023 Rainer Stoll. Er wurde am 30. April 2023 mit 59,4 Prozent der Stimmen gewählt.

#### Frühere Bürgermeister
- 1999–2023: Georg Eble
- 1975–1999: Horst Albicker

### Wappen
Blasonierung: „In Gold über einem erniedrigten blauen Wellenbalken ein fünfspeichiges schwarzes Mühlrad.“
Das neue Gemeindewappen, das am 1. Januar 1977 durch den Landkreis genehmigt wurde, greift das Mühlradmotiv der Ortschaft Wutöschingen auf. Der Wellenbalken bringt die Lage der Gemeinde an der Wutach zum Ausdruck.
Das Wappen der Ortschaft Wutöschingen zeigt in geteiltem Schild oben in Silber ein halbes achtspeichiges schwarzes Mühlrad an der Teilung, unten in Rot eine goldene Pflugschar. Das Wappen nahm der Ort im Jahr 1906 an. Das Bild fand sich auf einem Wappenstein von 1611 an der Dorfkapelle.
Die Flagge ist blau-gelb gestreift.
| Wappen | Ortsteil               | Einwohner (Stand: 31. August 2022) | Fläche |
| ------ | ---------------------- | ---------------------------------- | ------ |
| Wappen | Wutöschingen (Kernort) | 2.600                              |        |
| Wappen | Degernau               | 0958                               |        |
| Wappen | Horheim                | 2.019                              |        |
| Wappen | Ofteringen             | 0309                               |        |
| Wappen | Schwerzen              | 1.126                              |        |

## Kultur und Sehenswürdigkeiten
In der Nähe liegen die Museumsstrecke der Sauschwänzlebahn (einer ehemals strategischen Umgehungsbahn) und auf Schweizer Seite in Schleitheim (der ehemaligen Römerstadt Juliomago) ein Thermenmuseum. Links der Wutach das alte Städtchen Stühlingen mit dem Schloss Hohenlupfen, einer der Ausgangspunkte des Bauernkrieges.
Im Süden und östlich liegt die deutsch-schweizerische Landschaft Klettgau mit der Küssaburg – zur Nordschweiz hin begrenzt vom Hochrhein –, östlich liegt der Rheinfall bei Schaffhausen und westlich über Lauchringen ist Waldshut-Tiengen mit verkehrsberuhigter Altstadt zu erreichen.
Der Kulturring Wutöschingen, gegründet 1989, bietet jährlich ein Programm für kulturelle Veranstaltungen in der Klosterschüer Ofteringen an.

### Musik
- Musikverein Degernau (grgr. 1923)
- Musikverein Horheim (gegr. 1869)
- Musikverein Schwerzen (gegr. 1921)
- Musikverein Wutöschingen (geg. 1884)
- Country- & Line Dance-Friends Hochrhein (gegr. 2013), 145 Mitglieder (Stand: 2021)

### Bauwerke

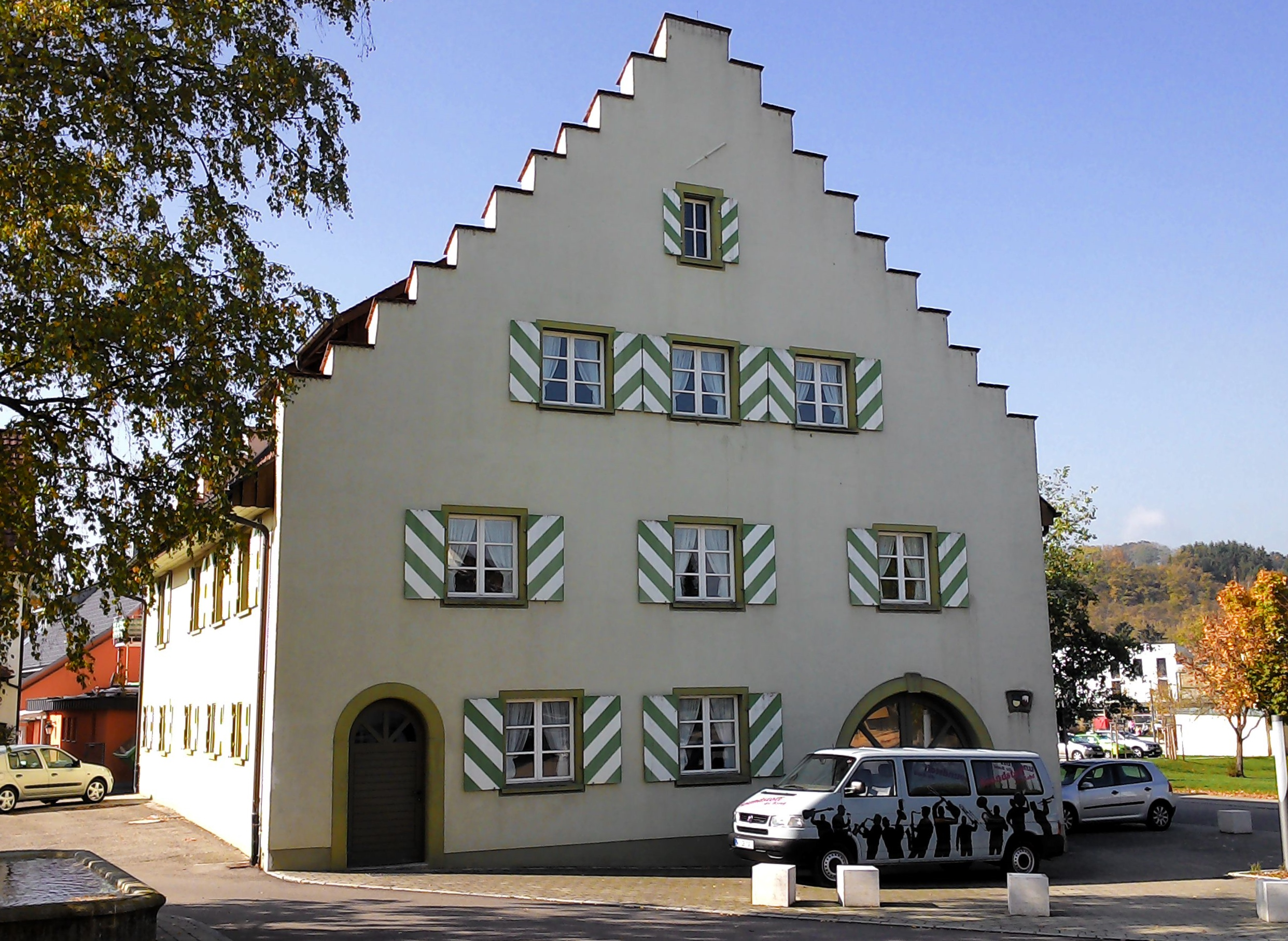
Die Trotte war bis 1910 in Betrieb

- In der Hauptstraße Wutöschingens befindet sich die ehemalige Trotte aus dem Jahre 1566. Das als Vereinshaus genutzte Gebäude erhielt 2019 eine Außenrenovation.
- Auch Horheim gehörte wie Wutöschingen jahrhundertelang zur Pfarrei Schwerzen und besaß somit keine Kirche. Hier steht die 1695 geweihte Antoniuskapelle. Jedes Jahr am 17. Januar wird zum Fest des heiligen Antonius ein Wallfahrt-Gottesdienst abgehalten. Eine Vorgängerkapelle stand bei den „Höfen“, im ehemaligen Dorf Lütisloh, und war der heiligen Margarethe geweiht. Sie wurde abgetragen. Des Weiteren gibt es noch die 1805 vom Förster Johann Baptist Vogelsang erbaute kleine Dorneckkapelle. Sie wurde 1988 vollständig restauriert.

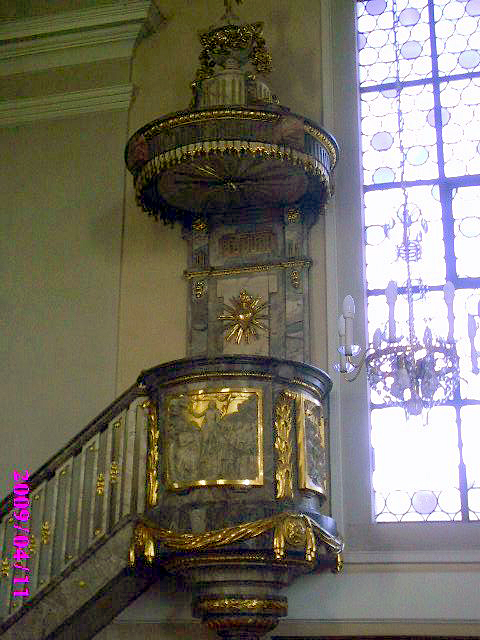
Klassizistische Kanzel mit Reliefs von Johann Friedrich Vollmar, Kirche Schwerzen

- Die im Stil des Spät-Barock gehaltene katholische Pfarrkirche St. Johannes der Täufer wurde in den Jahren 1781 bis 1791 vermutlich nach einem Plan des Barockbaumeister Peter Thumb anstelle eines Vorgängerbaus unter Einbeziehung des ehemaligen Turmes errichtet.
- Ein uralter Siedlungsplatz befindet sich bei Schwerzen auf dem unmittelbar am Dorf gelegenen Semberg: „Es wird angenommen, daß sich dort eine Ringburg befunden haben muß, die auch als Zufluchtsstätte für die Talbewohner […] gedient haben mag.“[17] So wie weitere Höhenburgen in der Region könnte sie auf die Kelten oder schon deren Vorgänger zurückgehen. Heute führt von der Kapelle am Fuß des Berges ausgehend ein Kreuzweg auf die Anhöhe. In der 2002 eingerichteten Kapelle befindet sich das Alabasterwappen derer von Beck, das vom Antependium der ehemaligen Schlosskapelle übernommen wurde.

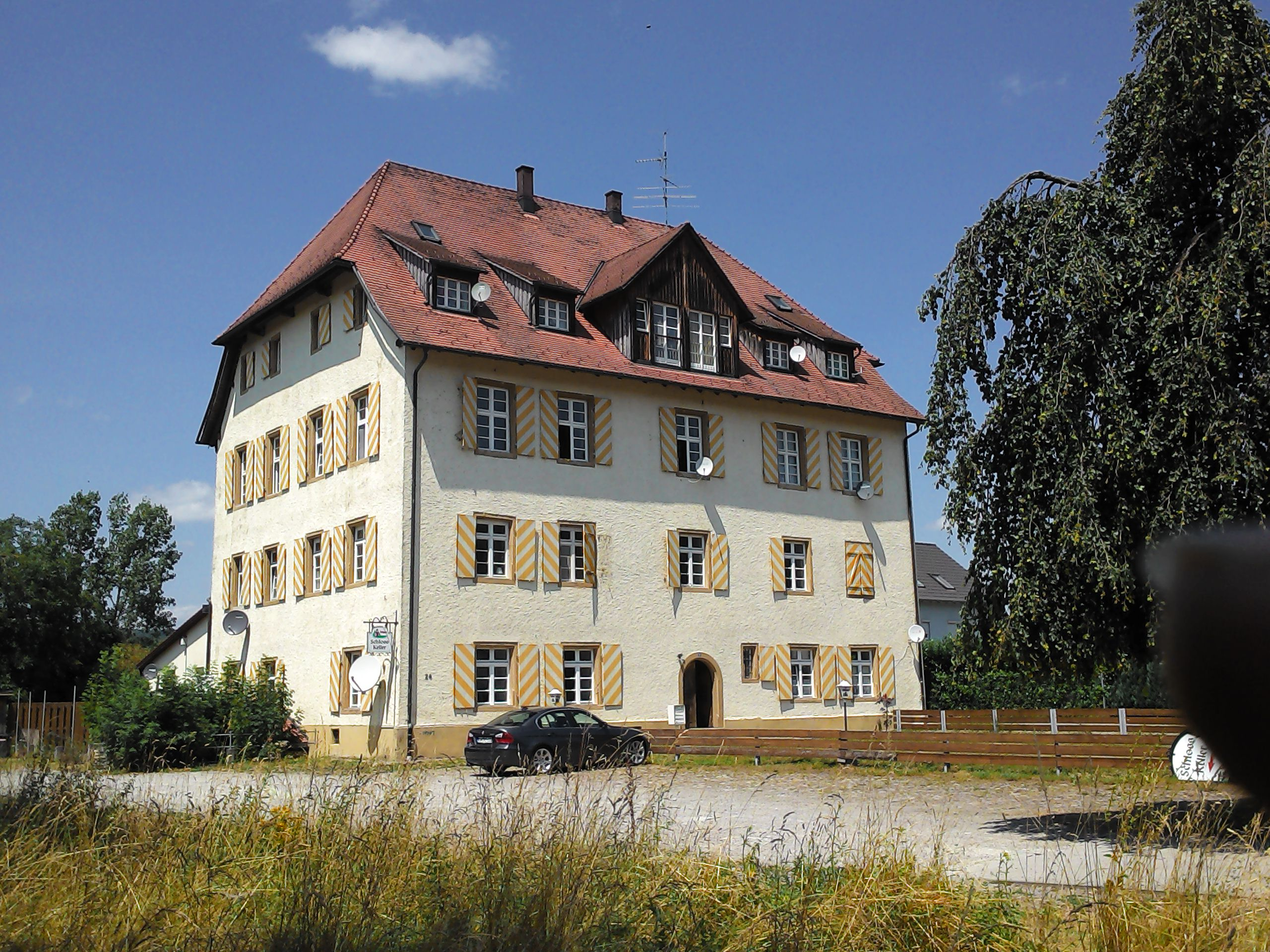
Das Willmendinger Schloss

- In Degernau befindet sich auf einer Anhöhe die Maria-Himmelfahrtskirche. Jedoch vermutet man zwei Vorgängerbauten. Die Pfarrei selbst gehört mit zu den ältesten im Wutachtal. In der Kirche befindet sich eine Wallfahrtsmadonna und eine der ältesten Glocken der Region. Sie wurde im Jahre 1300 in Schaffhausen gegossen. Am 13. August 2015 wurde das 300-jährige Jubiläum der Weihe gefeiert.
- Große historische Bedeutung besitzen der Menhir und vor allem der Dolmen (vermutete Grabstelle) an der Straße von Degernau in den Klettgau. Der Dolmen macht eine Zuordnung zur Megalithkultur möglich. Über die Funktion der kreisrunden Öffnung gibt es verschiedenen Hypothesen  – die Sache mit dem „Seelenloch“ gilt als eine eher romantische Interpretation.
- Im Ortsteil Ofteringen befindet sich das Kloster Marienburg, das erst im 19. Jhdt. in dem ehemaligen Schloss von Ofteringen eingerichtet wurde. Es wird auch heute noch von den Benediktinerinnen geführt. Im Kloster werden Naturheilmittel und Spezereien hergestellt. Unterstützt wird das Kloster durch den Freundeskreis Kloster Marienburg.
- Zu Ofteringen gehört auch die Reuentaler Mühle.
- Das Schloss Willmendingen, im alten Nebenort von Schwerzen, wurde 1609 erbaut durch Johann Jakob von Beck, Landvogt im Klettgau, Kaiserlicher Notar und Landschreiber von Vaduz. Franz Xaver von Beck verkaufte das Schloss 1801 oder 1803 an Fürst Josef II. von Schwarzenberg, die Fürsten von Schwarzenberg wiederum 1812 an Baden. 1923 erwarb es die Gemeinde. Heute ist es Privatbesitz, es wurden moderne Wohnungen eingerichtet.

### Grünflächen und Naherholung
Im Nahbereich liegen ringsum unerschlossene Waldgebiete und Wege entlang des Flusslaufes; im näheren Umfeld gegen Norden die Wutachschlucht.

### Sport

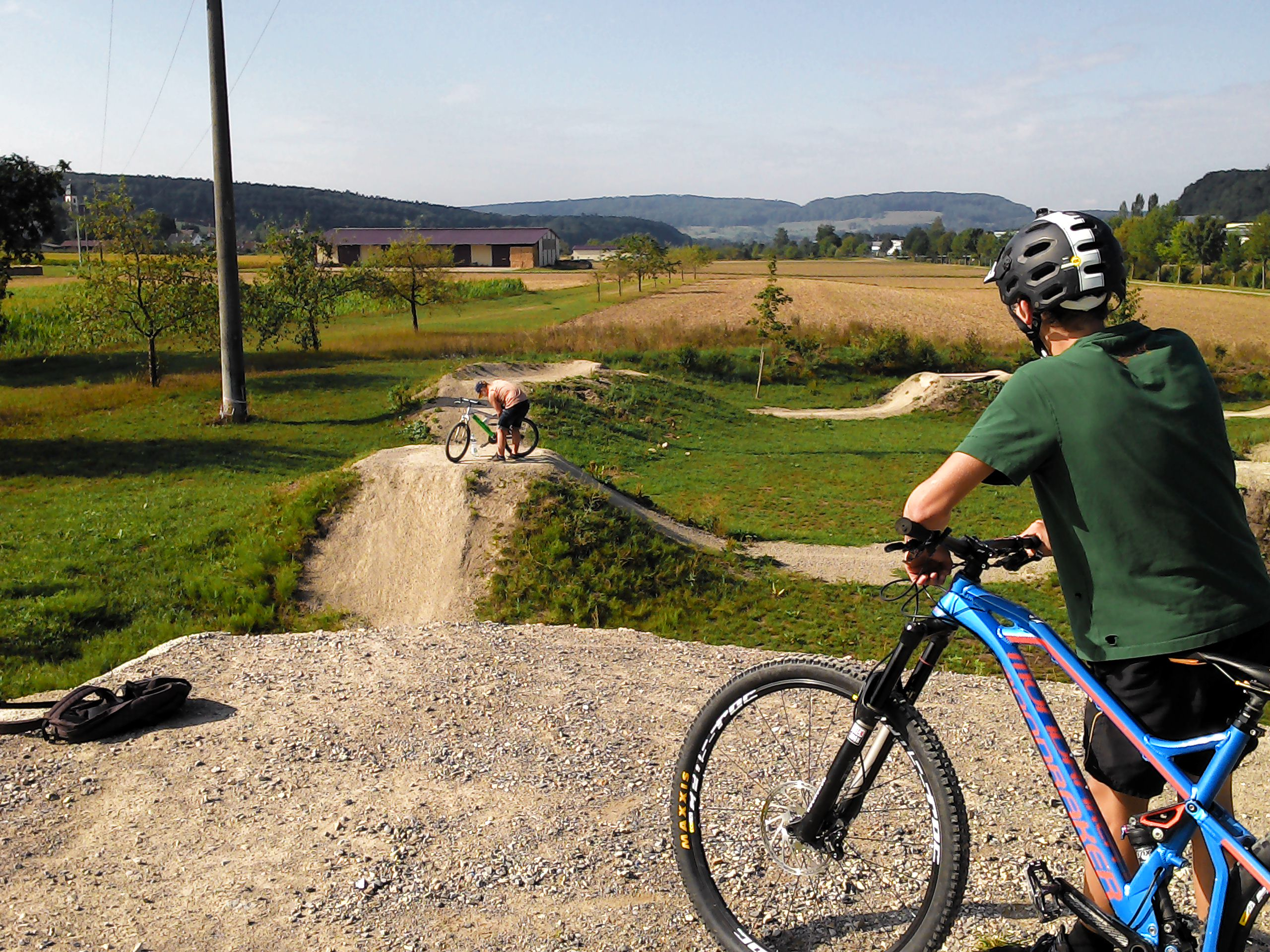
Mountainbike-Anlage für die Jugend

In der Ortschaft Wutöschingen befindet sich der Sportplatz der SpVgg Wutöschingen 1920 e. V., in Horheim der Platz des VfR Horheim-Schwerzen. Die Vereine pflegen Sportarten von Boule über Judo und Schach bis Tennis. Für jugendliche Mountainbiker gibt es die Berg- und Talanlage Dirtplatz.
Nordöstlich von Schwerzen liegt der Flugplatz Bohlhof.
- Turnverein Wutöschingen mit 459 Mitgliedern 2019 (71 neue Anmeldungen im Vorjahr).
- Judo-Zentrum Wutöschingen mit 14 Meisterschaften 2018.

## Wirtschaft und Infrastruktur

### Unternehmen
Die Aluminiumbranche ist die „prägende industrielle Kraft der Gemeinde.“ Seit 1904 existieren die Aluminium-Werke Wutöschingen (AWW) in der Ortschaft Wutöschingen. Sie sind mit 500 Mitarbeitern größter Arbeitgeber der Gemeinde und einer der größten Arbeitgeber im Landkreis Waldshut. Der Jahresumsatz liegt bei ca. 170 Mio. Euro. Im Februar 2019 genehmigte der Gemeinderat der AWW den Abriss der alten und den Wiederaufbau einer erweiterten Produktionshalle zur Aufstellung der neuen Presse 8. „In mehreren Baustufen will sich die AWW bis zum Jahr 2025 erneuern.“
Durch die AWW siedelten sich weitere Firmen der Metallbranche im Gewerbegebiet Horheim an. Dort erstellte die Firma Stobag-Alufinish (Stobag) zum November 2018 eine zentrale, 8000 Quadratmeter umfassende Logistik- und Lagerhalle. Das Unternehmen reservierte sich direkt anschließende 16.000 Quadratmeter. Damit soll die komplette Firmenanlage zentralisiert werden. Stobag-Alufinish beschäftigt 200 festangestellte Mitarbeiter und will in der Standort-Gemeinde „den Wohnungsbau für günstige Mietwohnungen fördern.“
Wutöschingen ist Hauptsitz der Volksbank Klettgau-Wutöschingen eG. Die Bank gründete 2019 eine Stiftung „Aus der Region. Für die Region zur Förderung regionaler Projekte“. Ihr Zweck ist „die Förderung von Bildung und Erziehung, Kunst, Kultur, Sport sowie die Unterstützung hilfsbedürftiger Mitglieder der Genossenschaftsbank, die Förderung der Jugend- und Altenhilfe sowie von Wissenschaft und Forschung.“ Nach Erhalt der Stiftungsurkunde des Regierungspräsidiums Freiburg Ende Dezember 2018 nahm die Stiftung „mit einem Startkapital von 250.000 € als Grundstockvermögen und weiteren 50.000 € für das Verbrauchsvermögen die Tätigkeit auf.“ In den nächsten Jahren soll das Stiftungskapital mit ‚Zustiftern‘ auf eine Million Euro aufgestockt werden.
Es besteht eine Filiale der Sparkasse Hochrhein.
Das bislang 63.000 Quadratmeter umfassende Gewerbegebiet bei der Ortschaft Horheim wurde mit Gemeinderatsbeschluss Anfang Mai 2018 um 14,5 Hektar erweitert. Die benötigte direkte Anbindung an die Bundesstraße 314 ist noch nicht völlig abgeklärt, da diese auch im dreispurigen Ausbau vorgesehen ist. Die Erschließungsarbeiten begannen am 13. November 2018; die Kosten (ohne Grunderwerb) liegen bei 5,5 Millionen Euro. „Als eine Ausgleichsmaßnahme für die Erweiterung des Gewerbegebiets (wird) der ‚Stockenweg‘ (von Schwerzen Richtung Küssaberg) [als Feldweg für landwirtschaftlichen Verkehr] zurückgebaut.“

### Medien
Als Lokalzeitung berichtet die Einzeitungskreis Südkurier und ihr Ableger Alb-Bote über den Ort. Dazu erscheint aus dem gleichen Medienhaus wöchentlich der „Anzeiger Hochrhein“ als kostenloses Anzeigenblatt.
Der „Südwestfunk“ drehte über Wutöschingen einen Beitrag der der Reihe Landleben 4.0. Der Beitrag wurde 2018 gesendet.

### Öffentliche Einrichtungen

#### Versorgung und Energie
- Neben der Verwaltungsgemeinschaft bildet Wutöschingen mit Eggingen den Abwasserverband Mittleres Wutachtal.
- Als Gesellschafter zusammen mit der Gemeinde Lauchringen, mit den Stadtwerken Waldshut-Tiengen und der badenova Freiburg Betrieb des Regionalwerks Hochrhein (RWH) seit dem Rückkauf 2012 mit eigenem Stromnetz. Es machte zum Jahresabschluss 2017 Verlust, der aus Netzübernahmen resultierte. Das Regionalwerk Hochrhein wurde im Dezember 2012 gegründet und hat die Stromnetze von der ED netze GmbH zurückgekauft. „Kommanditisten sind: Gemeinde Wutöschingen und Gemeinde Lauchringen mit jeweils 32,45 Prozent, Badenova Freiburg (25,10 Prozent) und Stadtwerke Waldshut-Tiengen (zehn Prozent).“[25]
- Zur Sicherung der langfristigen Wasserversorgung trat die Gemeinde einer öffentlich-rechtlichen Vereinbarung zur Untersuchung der Grundwasserverhältnisse in der Klettgaurinne bei.

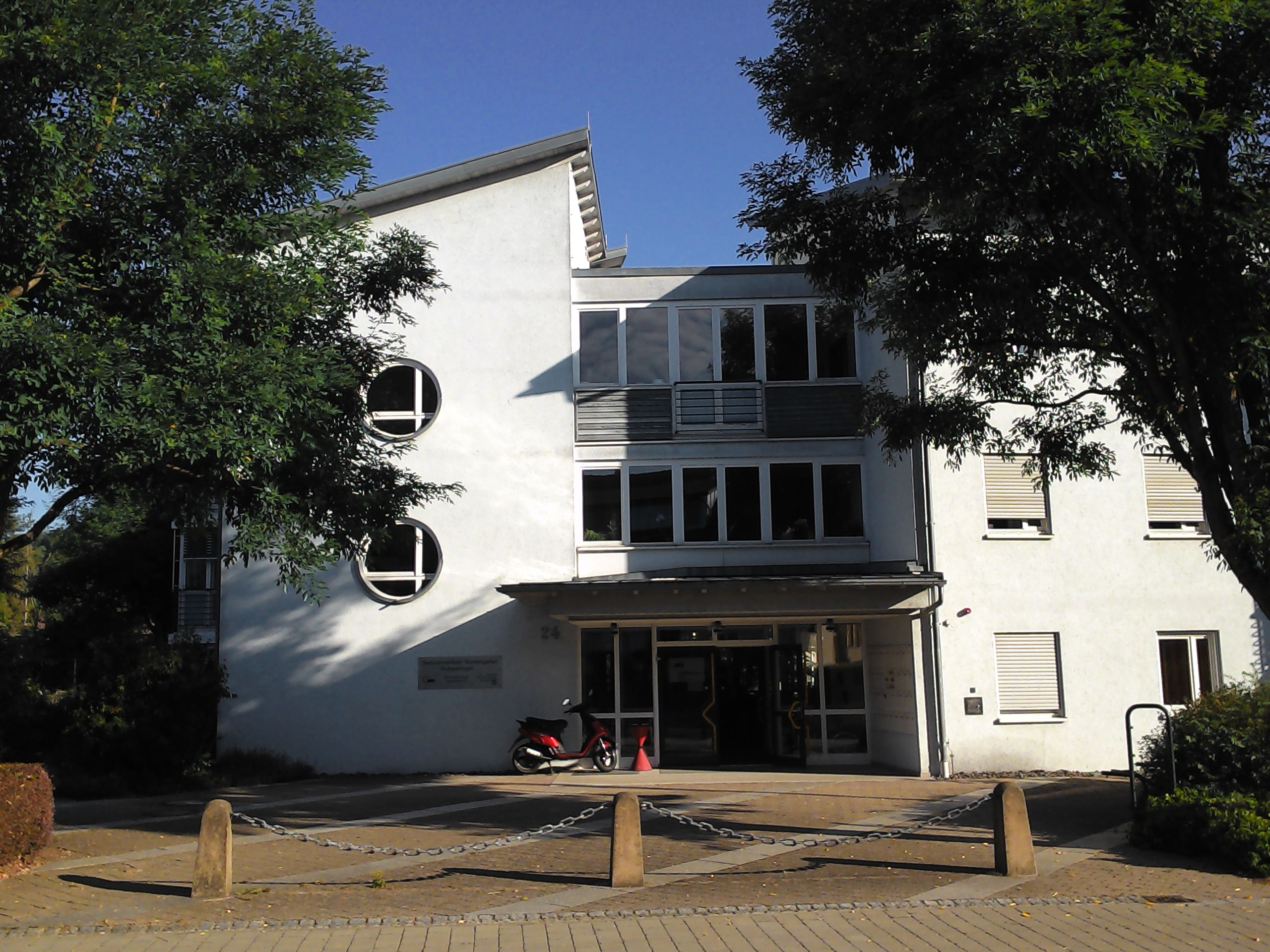
Eingangsbereich der Seniorenwohnanlage

#### Soziale Einrichtungen
Das AWO-Seniorenzentrum Sonnengarten im Ortskern wurde ab Mitte der 1980er Jahre in der Gemeinde als Alternative zur „herkömmliche(n) Form der Unterbringung von Senioren in Altersheimen (diskutiert)“ und der Bau 1988 vom Gemeinderat beschlossen. Im März 1993 war Baubeginn, im Oktober 1994 zogen die ersten Bewohner ein. „Die Wutöschinger betreute Seniorenwohnanlage gilt […] als Vorzeigeprojekt mit großer Ausstrahlungskraft für den ganzen Landkreis.“ Heute bestehen 30 Wohneinheiten, eine Begegnungsstätte mit zahlreichen Angeboten und Veranstaltungen sowie ein vielfältig gestaltetes Umfeld.

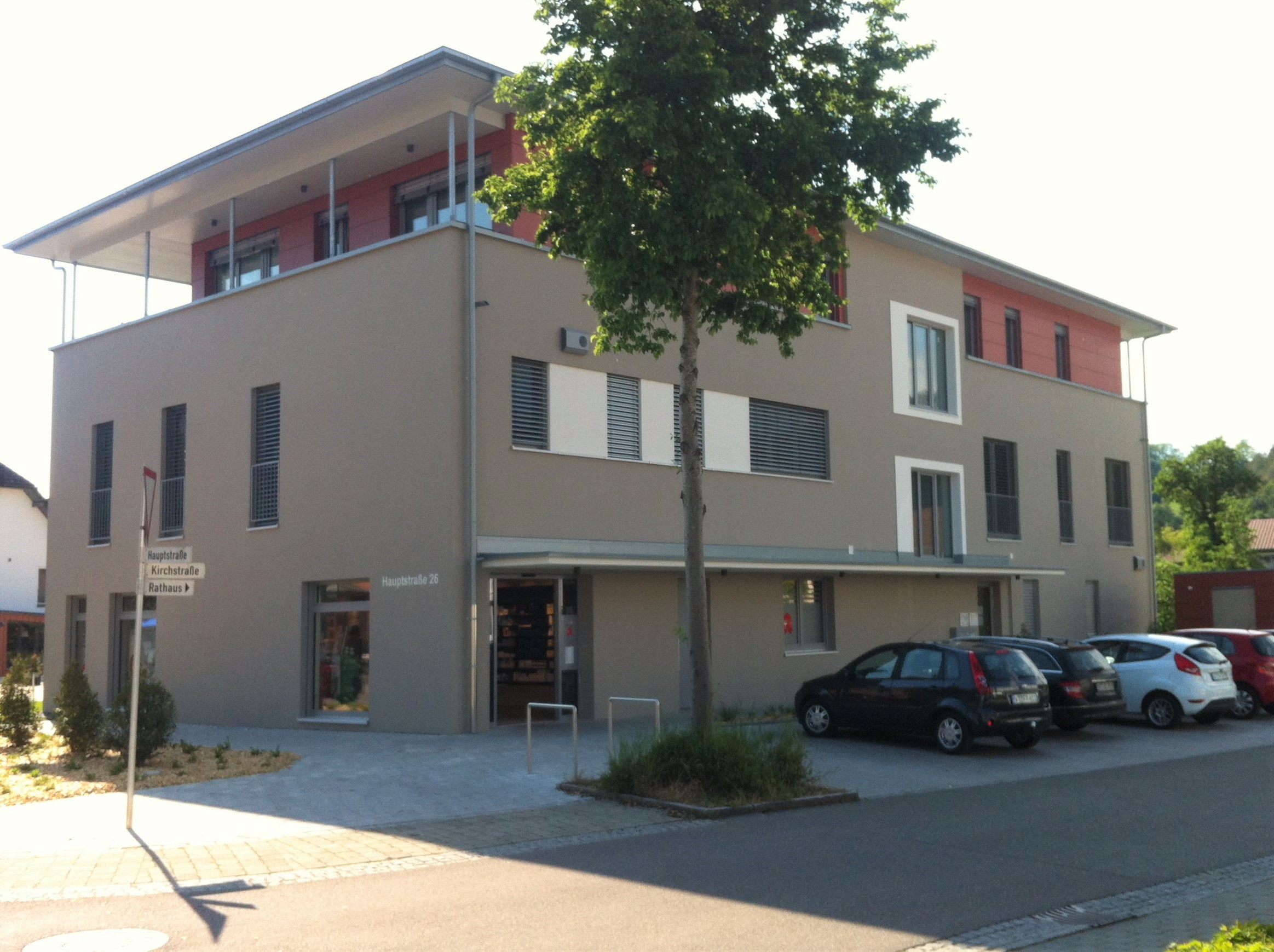
Ärztehaus (mit Apotheke) in der Ortsmitte

Ärztehaus: Der problematischen medizinischen Versorgung im ländlichen Bereich begegnete Wutöschingen mit dem Bau eines „Ärztehauses“ in der Ortschaftsmitte. Im November 2018 gelang es der Gemeinde, eine „Ärztin zu gewinnen“. Im September 2019 wurde das dreistöckige Gebäude mit Tiefgarage, zwei Praxen und der Apotheke fertig gestellt. Das 1993 erbaute und dem Ärztehaus gegenüber liegende „AWO Seniorenzentrum Sonnengarten“ mit Pflegeheim gehört zu den Nutznießern: „Wir sind dringend auf Hausbesuche angewiesen, die kein Arzt aus einer anderen Gemeinde leisten kann.“ Das Zentrum mit 50 Pflegeplätzen und 30 Wohnungen ist ausgebucht und besitzt lange Wartelisten.
Teil eines flächendeckenden Wetter-Beobachtungsnetzes ist auch die Wetterstation von Roswitha Stoll, die „seit 1994 als Wetterbeobachterin des Deutschen Wetterdienstes (DWD) das Wetter in Ofteringen […] erfasst und notiert [… und] als Dank für ihr 25-jähriges ehrenamtliches Engagement die Wetterdienstplakette verliehen“ bekam.

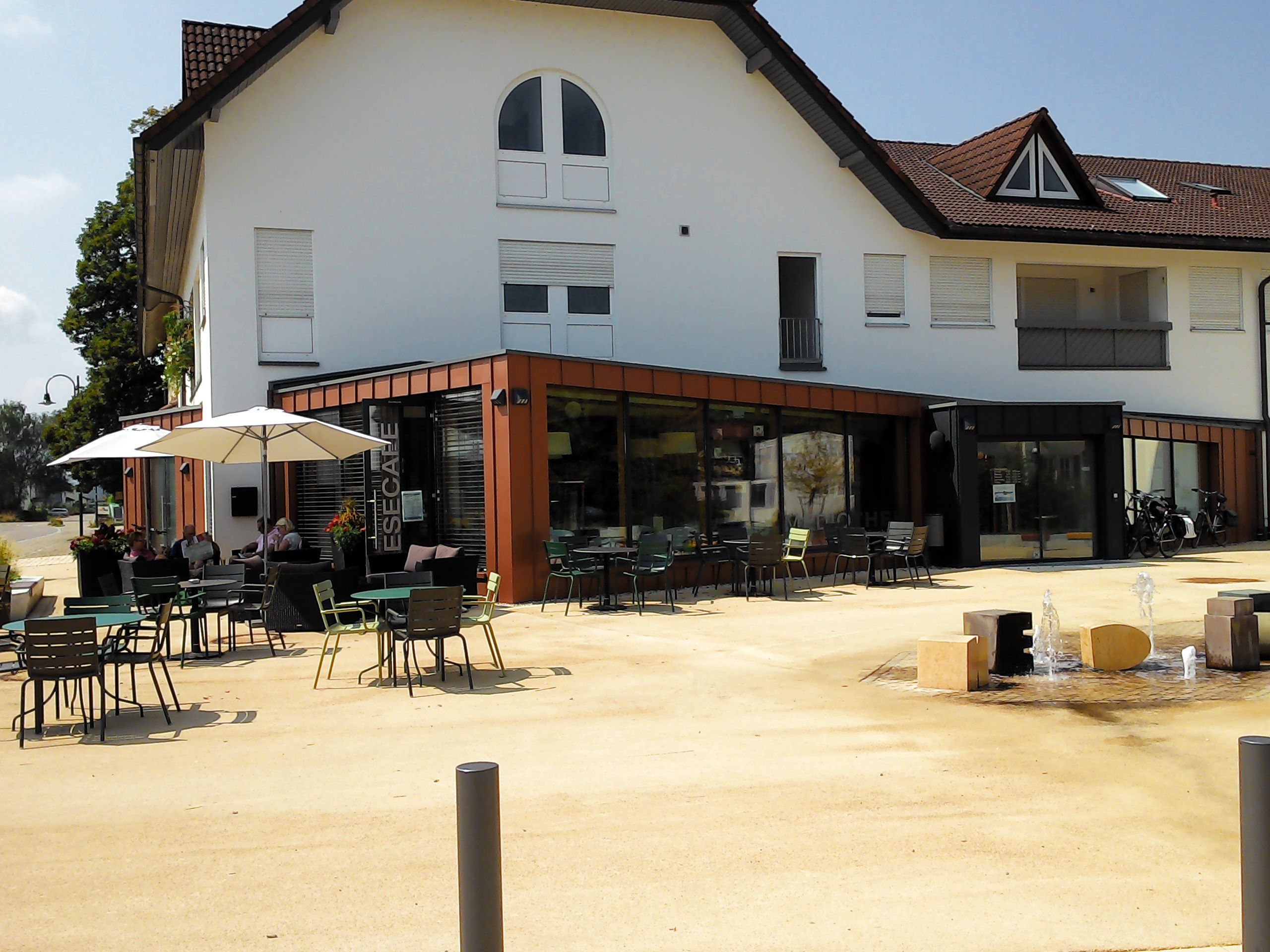
Die Mediothek im Ortskern von Wutöschingen

Vorläufer der Mediothek war die Bücherei, die im April 1982 im Rathauskeller eröffnet wurde und sich „von Jahr zu Jahr […] zu einem wahren Publikumsrenner, was die sich ständig steigernden Besucherzahlen unter Beweis stellten, (entwickelte).“ Einmalig im Landkreis war auch die Erweiterung zu einer Videothek (1989). Kurzerhand zugegriffen hatte die Gemeinde dann 2011, als im Ortskern ein Lebensmittelmarkt schloss – mit dem Plan, die Bücherei nach 30 Jahren als „Mediothek“ zusammen mit einem privat betriebenen Café aus dem Keller heraus ans Licht zu bringen. Der Bestand umfasst 12.000 Bücher und AV-Medien. Beliebt ist die Mediothek als Forum zahlreicher ‚Vorlesestunden‘ bekannter Buchautoren, mit vielfältigen Veranstaltungen für Kinder und Ausstellungen einheimischer Künstler.

### Bildung
Im Ort Wutöschingen befindet sich die Alemannen-Grundschule mit Grundschul-Außenstelle in Degernau sowie als weitere Grundschule in Horheim die Auwiesenschule.
Für die Komplettsanierung der Grundschule in Degernau stellt die Gemeinde 1,4 Millionen Euro Eigenmittel bereit, hinzu kommt ein Landeszuschuss von knapp 400.000 Euro. Für die Alemannenschule Wutöschingen gibt es 710.000 Euro Landeszuschüsse.

#### Alemannenschule

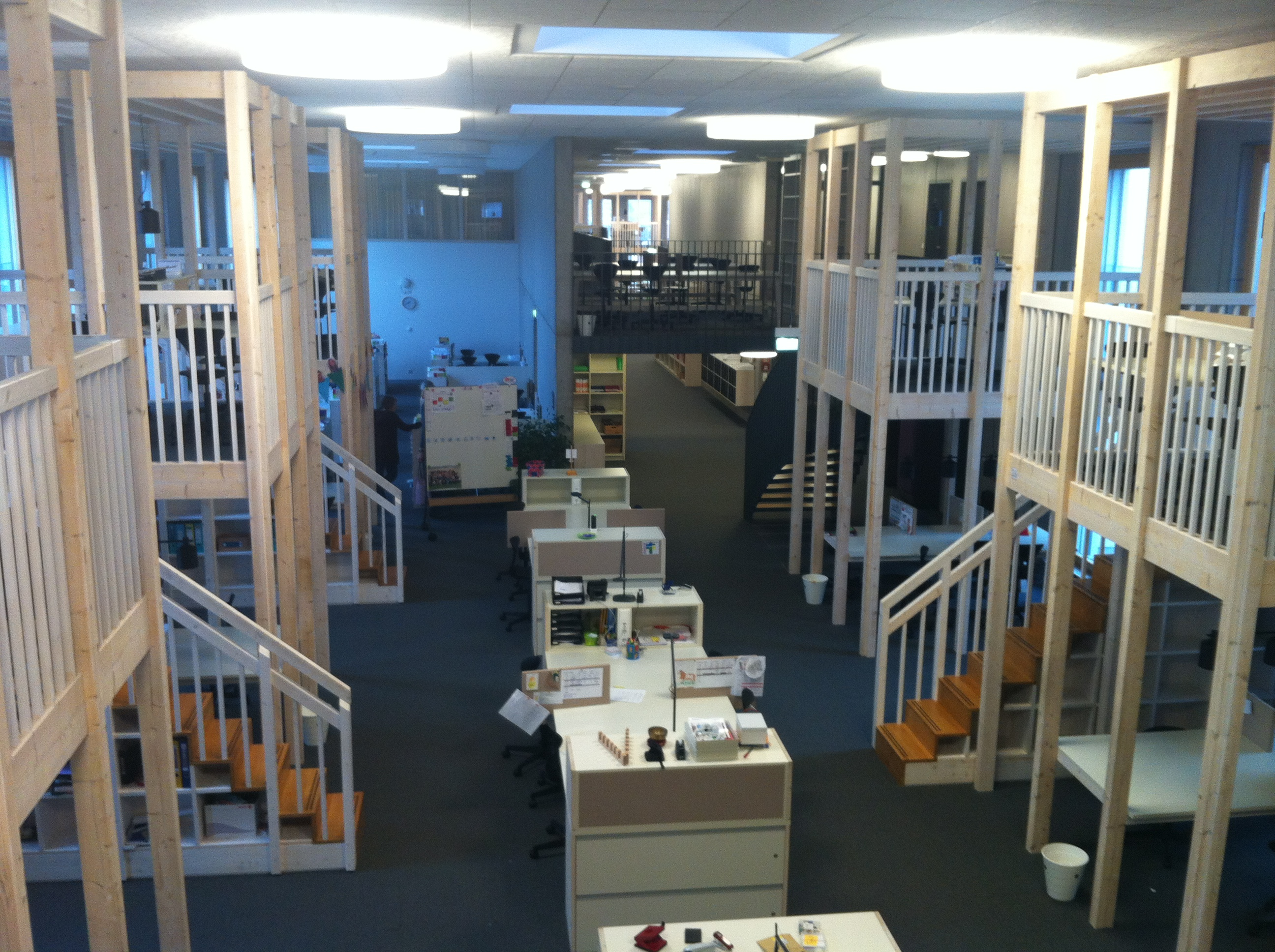
Innenraum des Hauptgebäudes

Die Alemannenschule in Wutöschingen ist eine Gemeinschaftsschule, die seit 2019 eine gymnasialen Oberstufe einbezieht – in Baden-Württemberg gibt es nur noch in Tübingen und Konstanz entsprechende Einrichtungen. Das für die Oberstufe benötigte neue Gebäude errichtet die Gemeinde, begonnen wurde im Schuljahr 2019/2020 mit einer Übergangslösung. Die Planungen für einen Erweiterungsbau laufen bereits.
Die Alemannenschule kam 2019 unter die 15 Finalisten um den Deutschen Schulpreis. Am 5. Juni 2019 wurde die Schule mit einem der auf den Hauptpreis folgenden, weiteren fünf gleichrangigen Preisen ausgezeichnet, die mit je 25.000 Euro Preisgeld dotiert sind.

### Verkehr

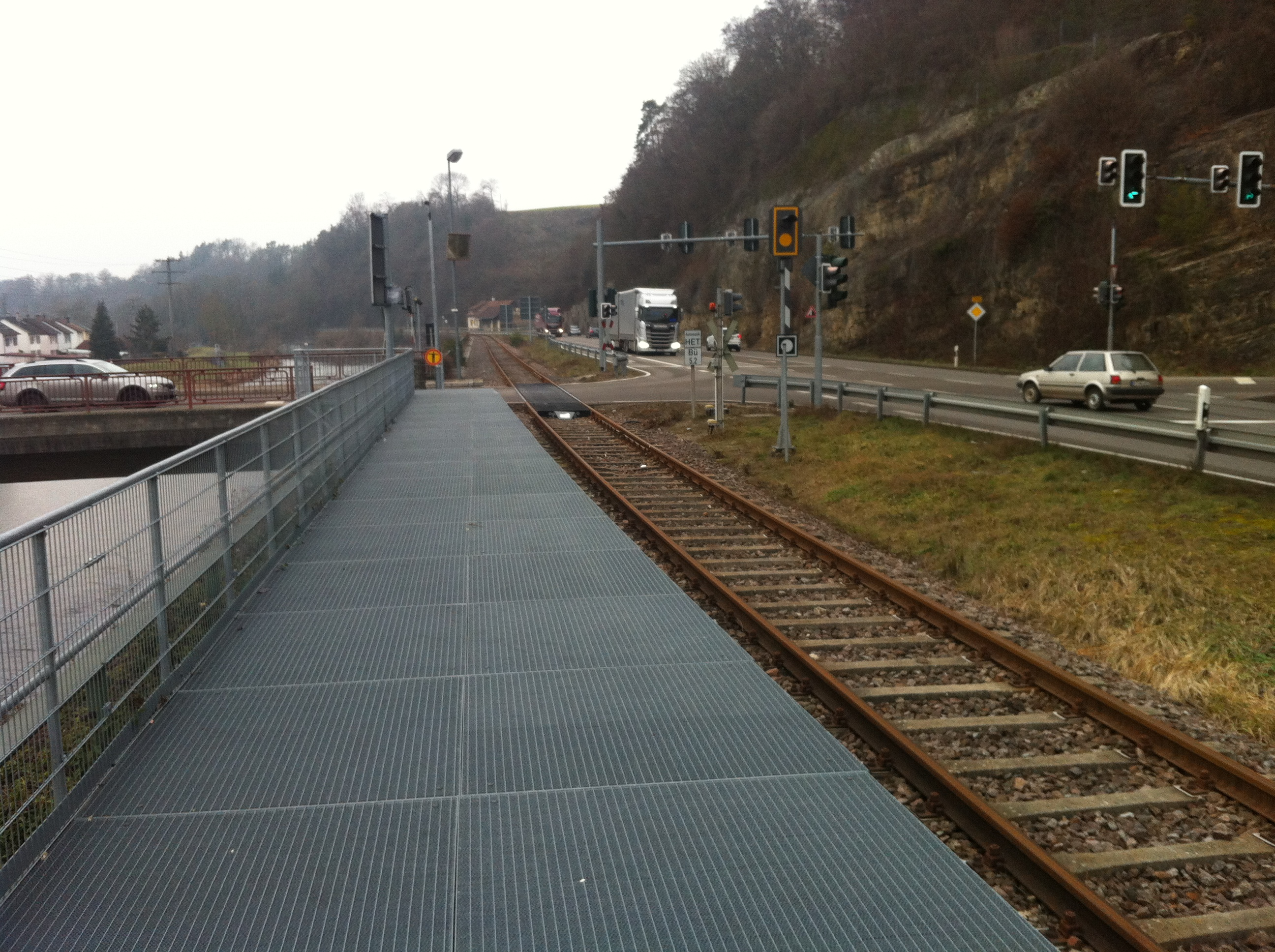
Neuer Bahnsteig an der Verkehrsachse B 314

#### Bahnverkehr
Die parallel zur Straße und der Wutach führende Eisenbahnlinie wurde in der Nachkriegszeit stillgelegt bzw. war seit 1973 Zubringer zur touristisch attraktiven Wutachtalbahn von Weizen nach Blumberg.
Ab September 2018 wurde von den Bahnbetrieben Blumberg, in Pacht von der Deutschen Bahn Betreiberin der Teilstrecke der Wutachtalbahn, vom Bahnhof Lauchringen bis Weizen mit Unterstützung der anliegenden Gemeinden ein mehrmals täglich erfolgender „Schülerverkehr“ eingerichtet. Wutöschingen baute einen neuen Bahnsteig.

#### Radverkehr
Durch Wutöschingen verlaufen die folgenden Landes-Radfernwege:
- Der Südschwarzwald-Radweg führt als Rundweg von Hinterzarten über Waldshut-Tiengen, Basel und Freiburg rund um den Naturpark Südschwarzwald. Er verläuft dabei von Bonndorf im Schwarzwald zur Wutach und an ihr entlang über Stühlingen und Eggingen nach Wutöschingen und weiter über Lauchringen und Tiengen nach Waldshut.
- Auf derselben Trasse durch das Wutachtal verläuft der Schwarzwald-Panorama-Radweg. Er führt von Pforzheim, Freudenstadt und Titisee-Neustadt nach Waldshut-Tiengen.

#### Fernstraßen
Durch das Gemeindegebiet führt die Bundesstraße 314, die den Verkehr unter Umgehung des Schweizer Kanton Schaffhausen zur Autobahn A 81 in Richtung Stuttgart und München lenkt. Der ehemalige Verlauf der B 314 mitten durch mehrere Ortschaften wurde mittlerweile in Ortsumgehungen verlagert.

## Persönlichkeiten

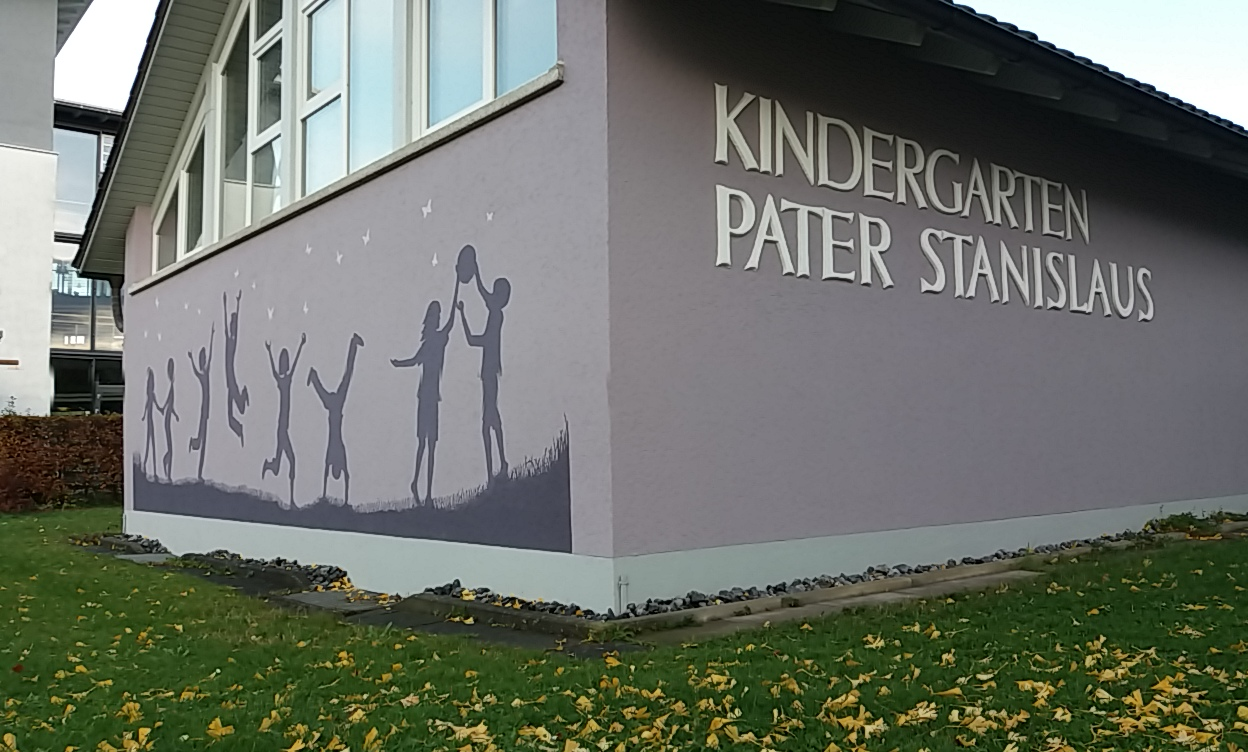
Der katholische Kindergarten, benannt nach Pater Stanislaus

- Johann Jakob von Beck (1566–1629), Freiherr von Willmendingen, Landvogt im Klettgau.
- Michael Saurbeck, genannt Pater Stanislaus (* 1595; † 5. Oktober 1647 in Feldkirch), beigesetzt in der Gruft des Kapuzinerklosters Feldkirch, Mitbegründer der Stella Matutina, Klostergründer und Kapuziner, rettete im Dreißigjährigen Krieg 1634 durch Ermutigung zu erfolgreichem Widerstand Überlingen und 1647 durch Verhandlung und Tributzahlung Feldkirch vor der Zerstörung durch die Schweden. Erinnerungstafel und Steinsetzung bei der katholischen Kirche, der katholische Kindergarten in Wutöschingen ist nach ihm benannt.
- Junker Karl von Ofteringen (* um 1620; † 9. Februar 1678 in Ofteringen), letzter Nachkomme der Herren von Ofteringen, Hauptmann der Landgrafschaft Stühlingen.
- Sabina Schneider (* 1. November 1831 in Sinzheim; † Dezember 1891 in Ofteringen), Ordensschwester und Gründerin des Ofteringer Marienklosters.
- Fritz Burr (* vor 1900; † 1949 in Degernau), Ingenieur, Begründer (1902) des Aluminium-Walzwerkes als Vorläuferfirma der Aluminium-Werke Wutöschingen (AWW).
- Wigand von Salmuth (* 22. Januar 1931 in Leipzig; † 10. Dezember 2006 in Heidelberg), Unternehmer, Langzeitchef der AWW.
- Karl Albiker (* 1878 in Ühlingen; † 1961), Bildhauer, Professor an der Kunstakademie in Dresden. Bedeutendstes Werk ist das Zeppelindenkmal am Konstanzer Hafen. Ehrentafel an der Apotheke in Ühlingen.[34]
- Emil Kiesel (1910–1990), geboren in Schwerzen, katholischer Pfarrer.